# Клинч (округ)
Клинч (англ. Clinch County) — округ штата Джорджия, США. Население округа на 2000 год составляло 6878 человек. Административный центр округа — город Хомервилл.

## История
Округ Клинч основан в 1850 году.

## География
Округ занимает площадь 2095.3 км2.

## Демография
Согласно Бюро переписи населения США, в округе Клинч в 2000 году проживало 6878 человек. Плотность населения составляла 3.3 человек на квадратный километр.